# Aneflomorpha cribellata
Aneflomorpha cribellata es una especie de escarabajo longicornio del género Aneflomorpha, tribu Elaphidiini, subfamilia Cerambycinae. Fue descrita científicamente por Bates en 1892.

## Descripción
Mide 15 milímetros de longitud.

## Distribución
Se distribuye por México.